# Electric Eye (bài hát)
"Electric Eye" là bài hát thứ hai của ban nhạc heavy metal người Anh Judas Priest trích từ album Screaming for Vengeance (1982). Ca khúc đã trở thành tiết mục then chốt tại các buổi hòa nhạc, và thường là tiết mục mở màn của nhóm. Nhà phê bình Steve Huey của AllMusic nhận xét ca khúc là một tác phẩm kinh điển.
Benediction, Helloween và nhiều ban nhạc khác từng cover bài hát này.

## Hoàn cảnh ra đời
Về mặt âm nhạc, ca khúc được sáng tác ở khóa Mi thứ, và khúc guitar solo trong bài do Glenn Tipton thể hiện.
"Electric Eye" là phép ám chỉ cuốn sách 1984 của George Orwell, tên bài sử dụng tên của chiếc máy ghi hình của chính phủ toàn trị theo dõi cộng đồng mọi lúc. Ở thế giới phản địa đàng này, hình thái chính phủ Ingsoc (Newspeak của chủ nghĩa xã hội Anh) vô cùng toàn trị, và nếu công dân bị bắt quả tang nổi loạn dưới bất kỳ hành động nào, họ sẽ "biến mất". Tuy nhiên trong bài hát của Judas Priest, các máy ghi hình được nâng cấp để có được hình hài của một chiếc vệ tinh quyền năng - chúng được "lựa chọn" (elected) để chụp "những tấm ảnh có thể làm bằng chứng" (pictures that can prove), và "làm đất nước trong sạch" (keep the country clean). Do đó, bài hát được ví như "lời tiên tri" miêu tả quốc gia giám sát hàng loạt, hoạt động dưới vỏ bọc là một quốc gia dân chủ.

## Cover và sử dụng khác
Helloween đã thu một bản của ca khúc này cho album tri ân Tribute to Judas Priest: Legends of Metal. Bài hát cũng có mặt trong đĩa đơn "The Time of the Oath" và trong bản mở rộng của album The Time of the Oath.
"Electric Eye" có mặt trong trò chơi video Grand Theft Auto: Vice City Stories (2006) ở trạm phát thanh trong game tên là "V-Rock". Ca khúc cũng là bài chơi được trong Guitar Hero Encore: Rocks the 80s dưới dạng master track, kể cả "The Hellion", và còn xuất hiện trong Guitar Hero Smash Hits. Ngoài ra, nhạc phẩm cũng có mặt trên phần tải nhạc số của Rock Band, tính đến 22 tháng 4 năm 2009, nằm trong toàn bộ album nhạc số Screaming for Vengeance. Đây cũng là bài trailer thứ hai cho trò chơi video Brütal Legend.

## Nhân sự
- Rob Halford – hát
- Glenn Tipton – lead guitar
- K. K. Downing – rhythm guitar
- Ian Hill – bass
- Dave Holland – trống

## Xếp hạng
| Xếp hạng (1983)                    | Vị trí cao nhất |
| ---------------------------------- | --------------- |
| Hoa Kỳ Mainstream Rock (Billboard) | 38              |